# Albert Castillón
Albert Castillón Goni (Barcelona, 6 de noviembre de 1962) es un periodista español, presentador de radio y televisión. Actualmente es creador de contenido en YouTube con su canal "Castillón Confidencial". 
Académico de la Academia de Televisión en España, Albert es periodista, productor y director de programas de radio y televisión. En radio ha trabajado en Onda Cero, Cadena SER y Punto Radio. En televisión en Telecinco, TVE y Antena 3. En prensa en ABC, El Mundo y La Vanguardia.
En 2008 presentó el programa documental El rastro del crimen en Antena 3.
Desde septiembre de 2010 hasta marzo de 2013 presentó el programa Queremos hablar en su nueva temporada en Punto Radio. 
Desde 2006 hasta 2019 copresentó  el programa de actualidad Espejo Público en Antena 3.
En enero de 2019 pasa a labores de dirección del espacio divulgativo +Cotas en La 1 de TVE.
También presentaba El Corruptómetro, programa que emitió Radio Intereconomía de lunes a viernes de 19 a 20 horas y El Barómetro, de lunes a viernes, entre las 12 y las 14 horas.
En la actualidad presenta y dirige el programa y podcast "Castillón Confidencial" en YouTube, Ivoox y todas las plataformas y El Barómetro del Taxi en Radio Intercontinental.
Fue uno de los tres periodistas que leyó el manifiesto contra Pedro Sánchez en la plaza de Colón de Madrid. También presentó para Sociedad Civil Catalana sus dos macro manifestaciones en Barcelona en contra del procés independentista.
Ha sido espiado por los Mossos de Escuadra, sin orden judicial e ilegalmente por participar en esas manifestaciones. Albert Castillón denunció los hechos y su caso se encuentra en estos momentos en el Tribunal de Derechos Humanos de Estrasburgo.

## Publicaciones
Ha publicado dos libros editados por Arcopress:
- Libro negro de las mafias (2006)[5][6]
- Top Secret (2007)[7][8]

- El Origen de la Pandemia (2020) Editorial Círculo Rojo[9]

## Premios
- Premio Ondas al mejor programa de radio nacional por Tarde de Todos.
- Micrófono de Plata al mejor programa de radio por La ciutat de tots (2003).
- Premio Zapping al mejor programa de televisión local (2003).
- Antena de oro por Castillón en compañía al mejor programa de Televisión (2004).
- Antena de Oro en la categoría de radio por Queremos hablar (2011).